# لويس هنري دي جويدون
ولد لويس هنري، كونت غويدون (بالفرنسية: Louis Henri de Gueydon)‏ في 22 نوفمبر 1809 في جرانفيل وافته المنية في 1 ديسمبر 1886 في Landerneau ، هو نائب أميرال فرنسي. وكان أول حاكم عام للجزائر تحت الجمهورية الفرنسية الثالثة.

## سيرة
جاء الكونت دي جويدون من عائلة نبيلة من أصل إيطالي وابن أخ الأدميرال لو كوبيه، وقد دخل المدرسة البحرية في عام 1825 برقم 3، وخرج برقم 1. وهو طموح في 23 سبتمبر 1827 وتشارك في حملة الجزائر العاصمة في عام 1830 على مضاهاة . حصل على رتبة الراية في 31 ديسمبر 1830، على متن بريج لو فوكون ، على ساحل البرازيل .
تم تعيينه 29 مارس 1871 الحاكم العام للجزائر (أول حاكم ل IIIالثالث)، الذي كان قد كسر في الأشهر الأخيرة انتفاضة خطيرة. لقد وضع تحت الحصار غالبية كوميونات المستعمرة ويعمل بنشاط على قمع التمرد. استيعاب القبايل لمتمردي الكومونة، يعطي تعليمات «التصرف كما هو الحال في باريس؛ نحن نحكم وننزع سلاحنا».
مرسوم 14 سبتمبر يزيل جزء من «المكاتب العربية»، ويعيد تشكيل إدارة منطقة القبائل الكبرى، ويخلق الدوائر الانتخابية الكانتونية التي أنشأت بعد ذلك بلديات مختلطة.
يعمل لويس دي جويدون على الدستور المستقبلي للجزائر، ويعود إلى منصبه في وقت اجتماع المجالس العامة (15 أكتوبر 1871). يخلق حوالي 20 مركزًا من السكان، للإجابة على قانون 21 يونيو 1871 (المعدل بموجب مراسيم 15 يوليو 1874 و 30 سبتمبر 1878) التي تخصص 100000 هكتار من الأراضي في الجزائر لمهاجرين الألزاس - لورين.
بناءً على اقتراح الأدميرال دي جويدون، أصدر رئيس الجمهورية مرسومًا في 16 أكتوبر 1871 بوضع جديد لتخصيص الأراضي. العنوان ينص على أن الشخص يصبح في الجزائر من خلال الالتزام بالإقامة لمدة تسع سنوات على الأرض الممنوحة.
في يناير 1872، لخص الموقف: «لا تخفيه ما يريده السياسيون، ومعهم الغالبية العظمى من المستعمرين، هو سيادة الممثلين المنتخبين للسكان الفرنسيين والسحق، وأتجرأ على قول القنانة، من السكان الأصليين».